# Tom Hulce

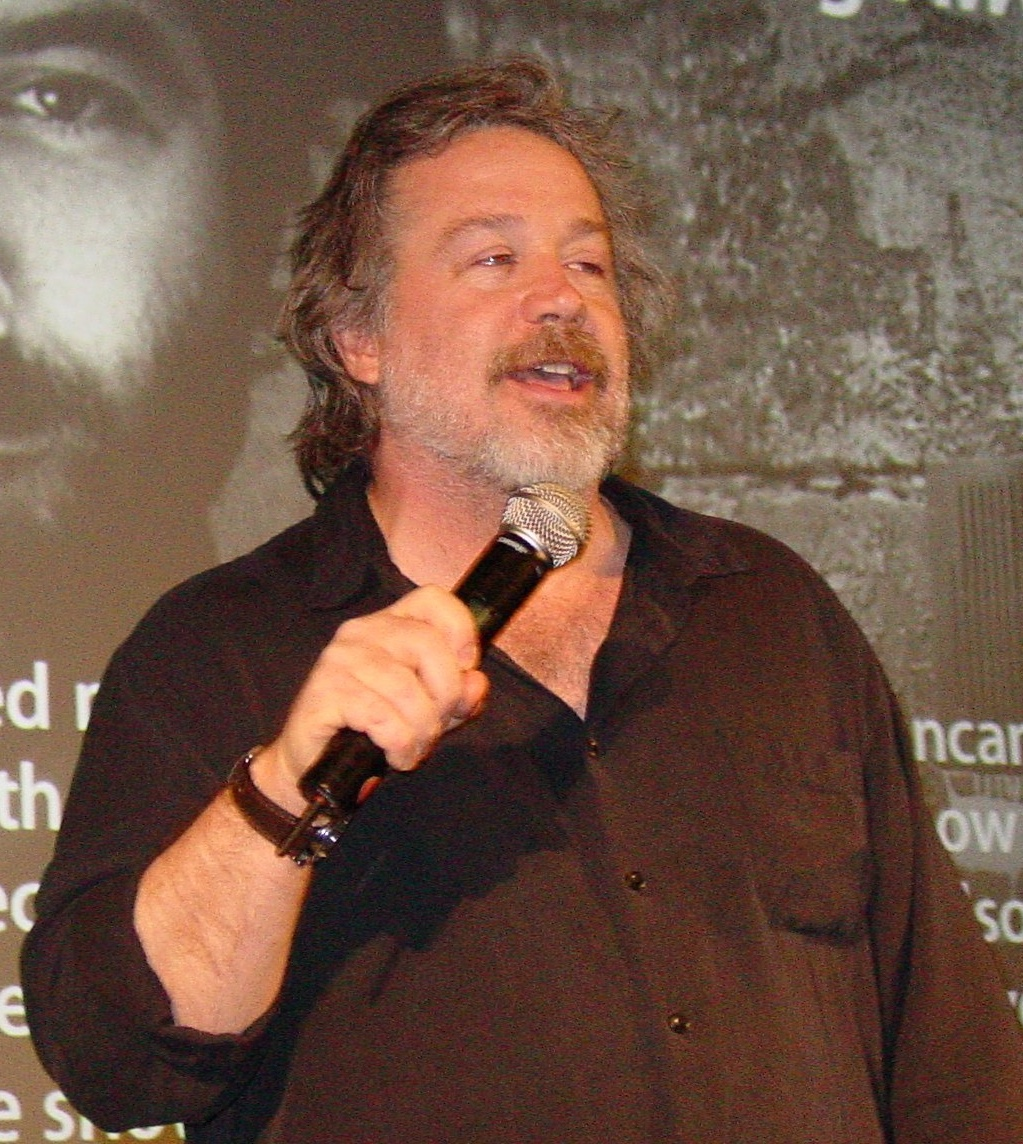
Tom Hulce im Dezember 2006

Thomas Edward Hulce (* 6. Dezember 1953 in Whitewater, Jefferson County, Wisconsin) ist ein US-amerikanischer Schauspieler und Theater- sowie Filmproduzent. Er wurde vor allem durch die Verkörperung des Wolfgang Amadeus Mozart im Film Amadeus von 1984 weltweit bekannt und für den Oscar nominiert.

## Leben
Hulce arbeitete zunächst am Broadway. Populär wurde er durch seine Rolle als Mozart in Miloš Formans Film Amadeus. Hierfür erhielt er eine Nominierung für den Oscar in der Kategorie Bester Hauptdarsteller, musste sich allerdings F. Murray Abraham geschlagen geben, der im selben Film Mozarts Gegenspieler Antonio Salieri verkörperte.
Seine Stimme lieh er Quasimodo im Disney-Film Der Glöckner von Notre Dame. Die deutsche Synchronstimme von Tom Hulce stammt von dem Schauspieler Detlev Eckstein.
Seit Mitte der 1990er-Jahre hat sich Hulce weitgehend von der Schauspielerei zurückgezogen, als Filmschauspieler trat er seit 2008 nicht mehr in Erscheinung. Zuvor wirkte er seit 1975 an rund 30 Produktionen mit. Heute betätigt er sich in erster Linie als Film- und Theaterproduzent und zeigte sich für mehrere erfolgreiche Broadway-Musicals mitverantwortlich. So war er einer der Hauptproduzenten des auf Frank Wedekinds Stück basierenden Musicals Frühlings Erwachen, das mit acht Tony Awards ausgezeichnet wurde.

## Filmografie
Als Schauspieler
- 1975: Forget-Me-Not-Lane (Fernsehfilm)
- 1976: Song of Myself (Kurzfilm)
- 1977: Emily, Emily (Fernsehfilm)
- 1977: September 30, 1955/24 Hours of the Rebel
- 1978: Ich glaub’, mich tritt ein Pferd (National Lampoon’s Animal House)
- 1980: Deine Lippen, deine Augen (Those Lips, Those Eyes)
- 1983: Chefarzt Dr. Westphall (St. Elsewhere, Fernsehserie)
- 1984: Amadeus
- 1985: Shelley Duvall’s Tall Tales and Legends (Fernsehserie)
- 1986: The Rise and Rise of Daniel Rocket (Fernsehfilm)
- 1986: Echo Park
- 1987: Shelley Duvall Presents: American Tall Tales and Legends: John Henry (Fernsehfilm)
- 1987: Blondinen sterben früher (Slam Dance)
- 1988: Dominick & Eugene
- 1988: Shadowman
- 1989: Eine Wahnsinnsfamilie (Parenthood)
- 1989: Black Rainbow – Schwarzer Regenbogen (Black Rainbow)
- 1990: Mord in Mississippi (Murder in Mississippi, Fernsehfilm)
- 1991: Der innere Kreis (The Inner Circle)
- 1993: The Hidden Room (Fernsehserie)
- 1993: Fearless – Jenseits der Angst (Fearless)
- 1994: Mary Shelley’s Frankenstein
- 1995: Wings of Courage (Kurzfilm)
- 1995: Frasier (Fernsehserie, Stimme)
- 1995: Verlorene Träume (The Heidi Chronicles, Fernsehfilm)
- 1996: Der Glöckner von Notre Dame (The Hunchback of Notre Dame, Stimme)
- 1996: Disney Sing-Along-Songs: Topsy Turvy (Kurzfilm)
- 2002: Der Glöckner von Notre Dame 2 (The Hunchback of Notre Dame II, Stimme)
- 2006: Schräger als Fiktion (Stranger Than Fiction)
- 2008: Jumper

Als Filmproduzent
- 2004: Ein Zuhause am Ende der Welt (A Home at the End of the World)
- 2018: The Seagull – Eine unerhörte Liebe (The Seagull)

## Theatrografie
Als Schauspieler
- 1974–1977: Equus (Plymouth Theatre, New York City)
- 1976: A Memory of Two Mondays / 27 Wagons Full of Cotton (Playhouse Theatre, New York City)
- 1981: Twelve Dreams (Joseph Papp Public Theater/ Martinson Hall, New York City)
- 1989–1991: A Few Good Men (Music Box Theatre, New York City)

Als Theaterproduzent
- 2003: Talking Heads (Minetta Lane Theatre, New York City)
- 2006: Spring Awakening (Linda Gross Theater, New York City)
- 2006–2009: Spring Awakening (Eugene O’Neill Theatre, New York City)
- 2010–2011: American Idiot (St. James Theatre, New York City)
- 2011–2012: On a Clear Day You Can See Forever (St. James Theatre, New York City)
- 2017: Significant Other (Booth Theatre, New York City)
- seit 2019: Ain’t Too Proud (Imperial Theatre, New York City)

## Auszeichnungen und Nominierungen für Preise

### Film
- 1985: Nominiert für den Oscar als Bester Hauptdarsteller – für Amadeus
- 1985: Nominiert für den Golden Globe Award als bester Hauptdarsteller in einem Drama – für Amadeus
- 1985: David di Donatello als Bester ausländischer Hauptdarsteller – für Amadeus
- 1989: Nominiert für den Golden Globe Award als Bester Hauptdarsteller in einem Drama – für Dominick & Eugene
- 1990: Nominiert für den Emmy Award als Bester Hauptdarsteller in einer Miniserie oder einem Special – für Mord in Mississippi
- 1991: Nominiert für den Golden Globe Award als Bester Darsteller in einer Miniserie oder einem Fernsehfilm – für Mord in Mississippi
- 1996: Emmy Award als Bester Nebendarsteller in einer Miniserie oder einem Special – für Verlorene Träume
- 1996: CableACE Award als Bester Nebendarsteller in einem Film oder einer Miniserie – für Verlorene Träume
- 1996: Nominiert für den Golden Globe Award als Bester Nebendarsteller in einer Serie, Miniserie oder einem Fernsehfilm – für Verlorene Träume

### Theater
- 1990: Nominiert für den Helen Hayes Award in der Kategorie Bester Darsteller – für A Few Good Men
- 1990: Nominiert für den Tony Award als bester Hauptdarsteller – für A Few Good Men
- 1993: Nominiert für den Helen Hayes Award – für Hamlet am The Shakespeare Theatre
- 2000: Nominiert für den Drama Desk Award als bester Regisseur – für The Cider House Rules, Part One
- 2003: Nominiert für den Drama Desk Award in der Kategorie Bestes neues Stück – für Talking Heads
- 2007: Lucille Lortel Award in der Kategorie Outstanding Musical – für Spring Awakening
- 2007: Drama Desk Award in der Kategorie Bestes Musical – für Spring Awakening
- 2007: Tony Award in der Kategorie Bestes Musical – für Spring Awakening
- 2010: Nominiert für den Drama Desk Award in der Kategorie Bestes Musical – für American Idiot
- 2010: Nominiert für den Tony Award in der Kategorie Bestes Musical – für American Idiot